# Aloe platylepis
Aloe platylepis é uma espécie de liliopsida do gênero Aloe, pertencente à família Asphodelaceae.